# القناطر والذيول المجرية
القناطر والذيول المجرية هو عنوان لفيلم رسوم حاسوبية متحركة تم إنتاجه عام 1972 من قبل عالمي الفلك: آلار تومر، وجوري تومر. وكان غرض هذين الشقيقين من إنتاج هذا الفيلم هو توفير وسيلة مساعدة لشرح ورقتهما البحثية البارزة والتي تحمل نفس الاسم، والتي نُشرت في دورية الفيزياء الفلكية في ذات العام، وهي تعني بوصف التصادمات المجرية، واندماج المجرات.

## التكنولوجيا المستخدمة في الفيلم الأصلي
يحتوي هذا الفيلم على محاكاة رسومية محوسبة ثنائية الأبعاد وكذلك رسوم متحركة ثلاثية الأبعاد توضح ظاهرة الاصطدام المجري. وهذه الرسوم المتحركة عبارة عن صور متقطعة (Time-lapse) تصف أحداثًا تتجلى على مدار مليارات السنين في فيلم مدته لا تتجاوز بضعة دقائق. وقد تمت كتابة الكود الخاص بالمحاكاة الحاسوبية بواسطة لغة البرمجة المعروفة بـ«FORTRAN»، حيث تم إرسال البيانات الكلامية والرسوميات المتجهية إلى جهاز تسجيل أفلام يعتمد على ترميز الأسكي، ويعمل بواسطة تكنولوجيا أنبوب شعاع الكاثود (أو CRT). وقد قام هذا الجهاز بتعريض عدة إطارات من فيلم بعرض 16 مم لإنتاج الفيلم النهائي المطلوب.

## النسخة الرقمية
وفي عام 2007، تعاون منتج الأفلام مايكل لاوتر مع الشقيقين تومر في سبيل إنقاذ الفيلم الأصلي من التلف عن طريق حفظ نسخة رقمية منه بجودة 1080p وبمعدل 24 إطار في الثانية.

## محاكيات مشتقة
قامت شركة البرمجيات «MathWorks» الأمريكية بتطوير نموذج محاكاة يعمل على السيميولينك (Simulink) بعنوان «محاكاة تكون المجرات الحلزونية». وهو جاهز للاستخدام على منصة التطوير خاصتهم المعروفة بالماتلاب (MATLAB). وصرحت الشركة أنها استلهمت فكرة هذا النموذج الرسومي من الورقة البحثية السابق ذكرها ومن الفيلم المصاحب لها.